# Mulanje

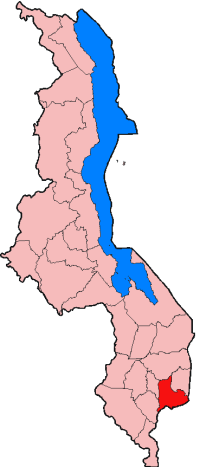
Mulanjes läge i Malawi

Mulanje är ett av Malawis 28 distrikt och ligger i Southern Region. Huvudort är Mulanje.
Ytan är 2 056 km² och invånarantalet 428 222. Distriktet är känt för sina teodlingar.